# Pratt & Whitney PW1120
Le turboréacteur à double flux Pratt & Whitney PW1120 était un dérivé du F100, également conçu par l'Américain Pratt & Whitney. Il fut installé sur un unique chasseur F-4E Phantom, et propulsa également le projet de chasseur israélien abandonné IAI Lavi.

## Conception et développement

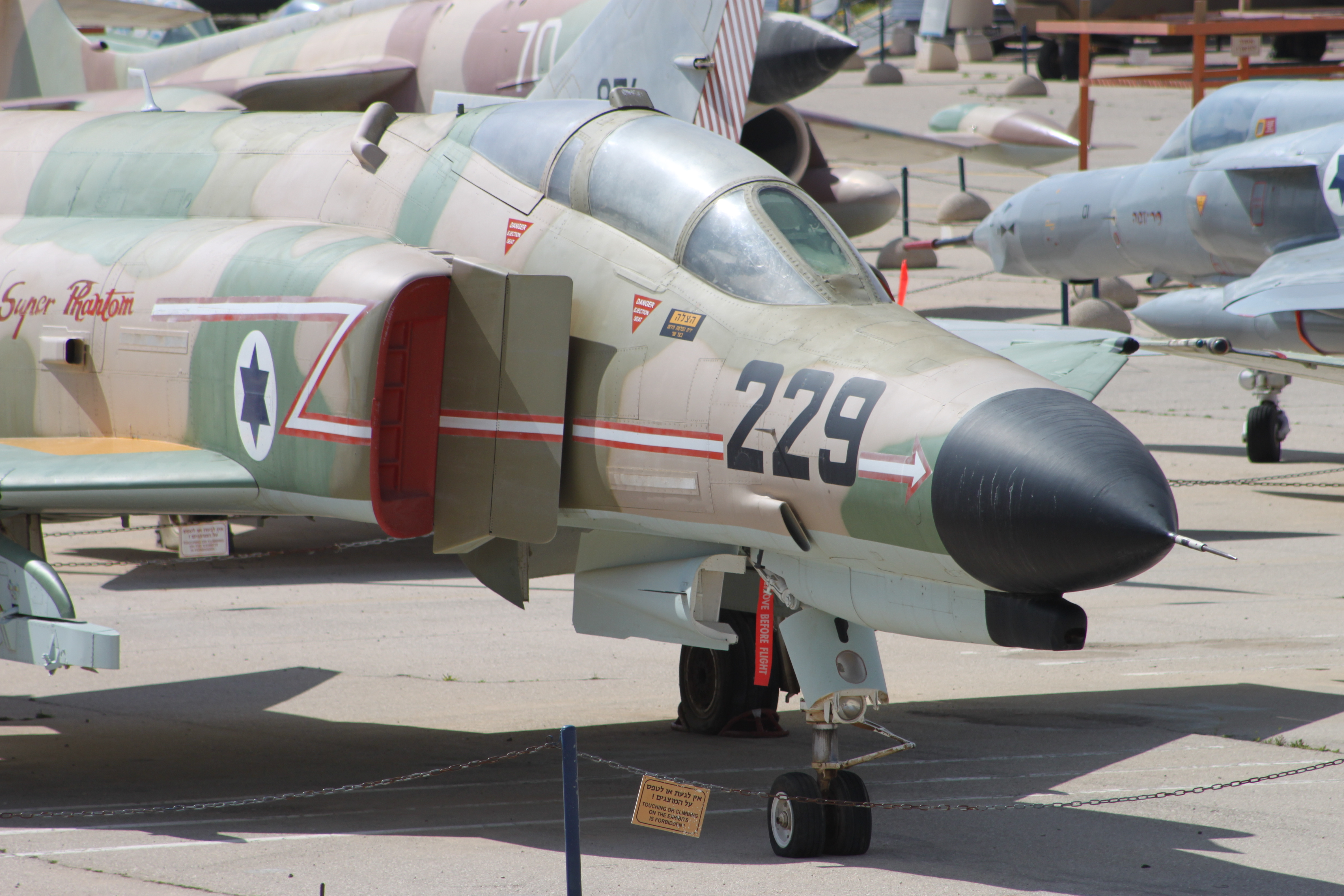
IAI Super Phantom « 4X-JPA », exposé au musée de la force aérienne israélienne, à Hatzerim.

Le développement du PW1120, suivant les spécifications de la force aérienne israélienne, débuta en juin 1980. Le moteur conservait le cœur du F100 (la partie concernant le flux primaire, celui de la combustion), ainsi que sa boîte à engrenages, sa pompe à carburant, sa canalisation d'entrée d'air et son unité de contrôle électronique numérique, seules de petites modifications étant appliquées. Les composants spécifiques du 1120 étaient un compresseur basse-pression à grande corde, un étage unique non-refroidi de turbine basse-pression, un compresseur simplifié et une tuyère convergente-divergente allégée. Les essais à pleine échelle du moteur débutèrent en juin 1982, et l'autorisation de vol du PW1120 fut testée en août 1984. Le moteur avait 70 % de parties communes avec le F100, si bien que l'armée israélienne n'aurait pas eu besoin de hangars spécialisés pour les pièces de rechange. Le moteur aurait été construit sous licence par Bet-Shemesh Engines Limited, en Israël.
Israeli Aircraft Industries (IAI) installa un PW1120 dans la nacelle de droite d'un F-4E-32-MC de l'armée de l'air israélienne (no 334/66-0327), afin d'explorer la combinaison structure/groupe propulseur pour un programme d'évolution du F-4E, connu sous le nom de « Kurnass 2000 » (« Gros marteau ») ou « Super Phantom »,, mais également d'effectuer des essais pour le futur Lavi. Le moteur se montra plus puissant et plus économe en carburant que le General Electric J79-GE-17 normalement installé dans le F-4E. La poussée produite à sec était augmentée de 25 % et celle avec postcombustionde 30 %[réf. nécessaire]. Les modifications structurelles à appliquer concernaient des entrées d'air plus larges, des nouveaux supports-moteur, de nouveaux panneaux d'accès au moteur (ou la modification de ceux existants), une nouvelle boîte à engrenages intégrée à la structure de l'avion, disposant d'un système Constant speed drive, et l'installation d'une auto-manette. D'autres modifications furent également nécessaires, comme une modification de la gestion des prélèvements d'air et de la canalisation de la climatisation, des systèmes de carburant et de distribution hydraulique, et une nouvelle interface entre les dispositifs de contrôle et la structure. Le moteur vola pour la première fois le 30 juillet 1986.
Deux PW1120 furent installés dans le même F-4E, et l'appareil vola pour la première fois le 24 avril 1987. Le vol fut une réussite, démontrant la capacité du Kurnass 2000 à dépasser une vitesse de Mach 1 sans faire usage de la postcombustion[réf. nécessaire], et l'avion affichant un rapport masse/puissance en combat de 1,04, 17 % plus élevé que celui du F-4E original. Le moteur améliorait le taux de virage de l'avion de 15 %, sa vitesse ascensionnelle de 36 %, son accélération à moyenne-altitude de 27 % et sa vitesse à basse-altitude avec 18 bombes de 1 046 à 1 120 km/h. L'avion fut présenté au salon du Bourget en 1987.
Bien que 55 Super Phantoms, aussi parfois désigné F-4-2000 ou Phantom-2000 furent mis en service, un seul exemplaire fut équipé de ces moteurs. Certaines sources affirment que le moteur fut refusé par McDonnell Douglas en raison du risque que le nouvel avion représentait pour les ventes du F/A-18C Hornet, qu'il arrivait à égaler en matière de performances. D'autres sources, probablement plus proches de la vérité, affirment que le coût d'une telle mise à jour était énorme et qu'il revenait finalement presque moins cher d'acheter un avion tout neuf. Boeing avait d'ailleurs déjà étudié une telle mise à jour du F-4 et avait rapidement abandonné l'idée.[réf. nécessaire]

## Applications
- IAI Lavi : Projet abandonné ;
- IAI Nammer (en) : Non construit ;
- Banc d'essai volant F-4 Kurnass 2000 : Un seul exemplaire.